# Casa-taller de Alonso Berruguete
La Casa-taller de Alonso Berruguete es un edificio situado en la ciudad española de Valladolid, residencia en el siglo XVI del escultor Alonso Berruguete.

## Descripción
Se trata de un palacio construido en terrenos anteriormente vinculados al monasterio de San Benito, pasando a manos de Alonso Berruguete en 1528, que instalaría en él su casa-taller. En 1770 el edificio pasará a depender del Regimiento de Milicias de Valladolid, momento desde el cual recibe varios usos ligados al ejército (archivo, oficinas), por lo que también ha recibido el nombre de Comandancia de obras.
La edificación se organiza en torno a dos patios, que definen los espacios independientes, aunque interconectados, de la casa y el taller, siguiendo los modelos de la arquitectura nobiliaria española. En la actualidad el exterior se encuentra alterado, manteniéndose elementos originales como la portada a la calle de San Benito, el cuerpo inferior de sillería, una pareja de pilastras adosadas a la fachada o algunas portadas cegadas. Se mantiene asimismo la organización tipológica general del espacio interior.
La fachada de la planta inferior está ejecutada íntegramente en sillería, mientras que la planta superior recibe un revoco liso, con huecos abalconados, con una cornisa moldurada y un alero de madera con canecillo.